# Катажина Коссаковська
Катажина Коссаковська з Потоцьких (пол. Katarzyna Kossakowska, 30 квітня 1722 — 21 березня 1803, Кристинопіль, нині Червоноград, Україна) — польська шляхтянка, політична діячка, власниця значних маєтностей, зокрема, дідичка Станиславова. Дружина Станіслава Коссаковського.

## Життєпис
Народилася, ймовірно, 30 квітня 1722 року в м. Тлумачі (нині Україна). Батько — Єжи Потоцький староста грабовецький, тлумацький. Мати — друга дружина батька Констанція Підбереська.
Її ненависть до короля Станіслава Августа Понятовського і князів Чорторийських у 1767 році кон'юнктурно збіглася з політичними інтересами російського двору. Хотіла, щоб королем став Францішек Салезій Потоцький. Російський діяч Рєпнін цінував її впливи в «домі» Потоцьких. Тісно контактувала з генералом Кречетніковим, сприяла налагодженню його контактів з Ф. С. Потоцьким. У листопаді 1767 року у Львові Кречетніков розробляли плани пошуку прихильників. Однак, не бачачи від цієї співпраці можливості відновлення давніх прав, а також скасування нових, ще мала надію на протекцію Катерини II. 18 січня 1768 прибула до Варшави на сеймові наради, разом з Рєпніним підкупляла послів за 20—50 дукатів, частково платячи з власної кишені, унеможливила участь в нарадах 16 лютого посла Подільського воєводства А. Ф. Лося.
6 серпня 1773 року у своїй резиденції у Станиславові, яка стала постійною після повернення з Варшави, приймала імператора Йозефа II. Займалася своїми маєтностями, спадком брата Евстахія. У 1774 та 1777 роках їздила Відня, де між іншим мала аудієнцію в імператриці Марії Терезії, була нагороджена орденом Хреста зірчастого. Канцлер В. Каунітц «засипа́в» її ґречністю, тому мала намір залишитися проживати у Відні. Наприкінці 1777 року отримала сповіщення канцелярії про надання їй та ще 12-ти представникам роду Потоцьких графських титулів. Близько 1778 у неї вперше виникло незадоволення політикою австрійців, зокрема, через податкову політику та можливість утрати маєтностей. Займалася підготовкою Станиславова до планованого приїзду Йозефа II у червні 1783 року, який не відвідав місто, а перебував у Львові, де мала дві аудієнції, також пізніше у Відні 13 червня 1784. У серпні 1784 через конфлікт з окружним староством (Kreisamt) вирішила перебратися до Львова, куди переїхала, найправдоподібніше, 1785 року і мешкала в палаці унійних єпископів при соборі святого Юра у Львові.
Завівтарну композицію «Проповідь Христа» М. Смуглевича привезли з Вільнюса до Собору святого Юра за її сприяння. У 1786 р. на ліцитації придбала маєток у містечку Бариш за 176000 золотом. Авторка багатьох ущипливих висловлювань в бік австрійської влади. Була опікункою Францішека Пйотра Потоцького.
Галицьке староство, яке посідала, відступила Юзефові Макарієві Потоцькому. Хотіла також позбутись дожиттєвих маєтностей при умові повернення їй сум та сплачених нею боргів, однак спадкоємці чоловіка на це не погодилися. За інформацією преси, за заслуги записала Т. Костюшкові правом доживоття село з доходом 20000.
Допомагала родичам учасників повстання Костюшка.
Залишила величезну кореспонденцію, не опрацьовану до 1969 року.
Померла 21 березня 1803 року в м. Кристинопіль (нині Червоноград Львівської області), розбита паралічем, на руках екс-маршалка Іґнація Романа Потоцького.
Якось військовий комендант попросив Коссаковську видати трохи деревини на будівництво шибениці. Вона призначалась австрійському солдату місцевого гарнізону, який щось поцупив. Але Катажина відмовила: «Знаю та поважаю життя жовнірів, тому не маю дерева на шибеницю солдату». І тут же внесла контрпропозицію: «А ось якби вішали старосту, то не пожалкувала б і цілого лісу!».

### Сім'я
Чоловік — Станіслав Коссаковський. Шлюб уклали 24 травня 1744 року.